# Jucemar
Jucemar Décio Ribeiro da Silva (született 1986. augusztus 10.), brazil labdarúgó. 2010 tavaszán a Gaucho állam bajnokságában szereplő EC Pelotas csapatában szerepelt kölcsönben. Posztja középpályás, a játék szervezése a fő feladata. Családi okok miatt hagyta el Újpestet és tért haza fél évre kölcsönbe. Az Újpest csapatában nem nyújtott maradandót, legtöbbször csereként kapott lehetőséget.